# 한산모시
한산모시는 충청남도 서천군 한산면 지역에서 생산되는 고급 모시로 한산모시를 짜는 기술은 1967년 전통섬유 부문 중 가장 처음으로 중요무형문화재 제14호로 지정됐다. 2011년 11월 28일, 한산모시짜기는 유네스코 인류무형문화유산으로 등재되었다. 기능보유자는 방연옥이 있다.

## 역사
한산지방의 구전에 따르면 삼국시대 때로 한 노인이 건지산에 약초를 캐러 올라갔다가 처음으로 모시풀을 발견하여 이를 재배하여 모시를 짜기 시작했다고 한다. 조선시대 예종때에는 한산지역의 생저를 토산품 공물로 지정하였다. 18~19세기에는 저산팔읍에서 생산된 모시가 많이 유통되었다.

## 종류
세모시는 머리카락보다 곱게 짜여진 모시로 삼국시대에는 30~40승, 고려시대에는 20승, 조선시대에는 15승까지 세밀한 모시가 짜여졌다. 한산의 화양면이 중심이 되는 생산지이다. 현재 최고로 곱게 짠 것은 12승 모시이다. 광폭세포는 폭이 넓은 모시로 현재 한산지역에서 62cm까지 제직하고 있다. 저포교직은 모시와 다른 천연섬유와 함께 섞어 짠 옷감으로 저마교직, 사저교직, 면저교직 등이 있다. 면저교직은 춘사라고 부르기도 하였다.

## 생산 과정
1. 태모시 만들기 : 모시풀 줄기에서 겉껍질을 벗겨 부드러운 속살만을 골라낸 후 햇볕에 말려 1~2시간 물에 담가 부드럽게 만든다.
2. 모시째기와 삼기 : 태모시를 치아 사이에 넣고 긁어 가늘게 쪼갠 후 쩐지(틀)에 모시섬유를 걸쳐놓고 한 올 한 올 입술의 침을 이용해 이어붙여 모시굿(모시 실타래)을 만든다.
3. 모시날기와 매기 : 모시굿을 풀어 한필의 모시를 짤 만큼의 실을 감는다. 모시날기가 끝나면 바디에 촘촘하게 모시실을 끼운 뒤 콩풀을 먹여 모시를 매끄럽게 만든다.
4. 모시 짜기 : 매기가 끝난 모시실을 베틀에 얹어 짜면 한산모시가 완성된다.

## 같이 보기
- 서천한산모시문화제

## 참고 문헌
- 한산모시짜기 - 국가유산청 국가유산포털
- 한산세모시짜기 - 국가유산청 국가유산포털
- 한산모시짜기[깨진 링크(과거 내용 찾기)]